# Summertree
Summertree (Brasil: A Árvore da Solidão ) é um filme estadunidense de 1971, dos gêneros drama e guerra, dirigido por Anthony Newley, roteirizado por Edward Hume e Stephen Yafa, baseado na peça homônima de Ron Cowen, música de David Shire.

## Sinopse
Contra a vontade de seus pais, jovem estudante de música, tenta evitar a  convocação para a Guerra do Vietnã.

## Elenco
- Michael Douglas ……. Jerry
- Jack Warden ……. Herb
- Brenda Vaccaro ……. Vanetta
- Barbara Bel Geddes ……. Ruth
- Kirk Callaway ……. Marvis
- Bill Vint ……. Tony
- Jeff Siggens ……. Bennie
- Rob Reiner ……. Don
- William Smith
- Gary Goodrow